# Pietarjauratj
Pietarjauratj är en sjö i Arvidsjaurs kommun i Lappland och ingår i Piteälvens huvudavrinningsområde. Sjön har en area på 0,187 kvadratkilometer och ligger 356,1 meter över havet. Pietarjauratj ligger i Piteälven Natura 2000-område. Sjön avvattnas av vattendraget Paulajåkkå.

## Delavrinningsområde
Pietarjauratj ingår i det delavrinningsområde (732465-164833) som SMHI kallar för Mynnar i Abmoälven. Medelhöjden är 395 meter över havet och ytan är 17,17 kvadratkilometer. Räknas de 3 avrinningsområdena uppströms in blir den ackumulerade arean 63,77 kvadratkilometer. Paulajåkkå som avvattnar avrinningsområdet har biflödesordning 3, vilket innebär att vattnet flödar genom totalt 3 vattendrag innan det når havet efter 168 kilometer. Avrinningsområdet består mestadels av skog (98 procent). Avrinningsområdet har 0,19 kvadratkilometer vattenytor vilket ger det en sjöprocent på 1,1 procent.